# Grammoptera rhodopus
Grammoptera rhodopus là một loài bọ cánh cứng trong họ Cerambycidae.